# Hercoloxia
Hercoloxia là một chi bướm đêm thuộc họ Geometridae.